# Högden 6 (Mönchengladbach)

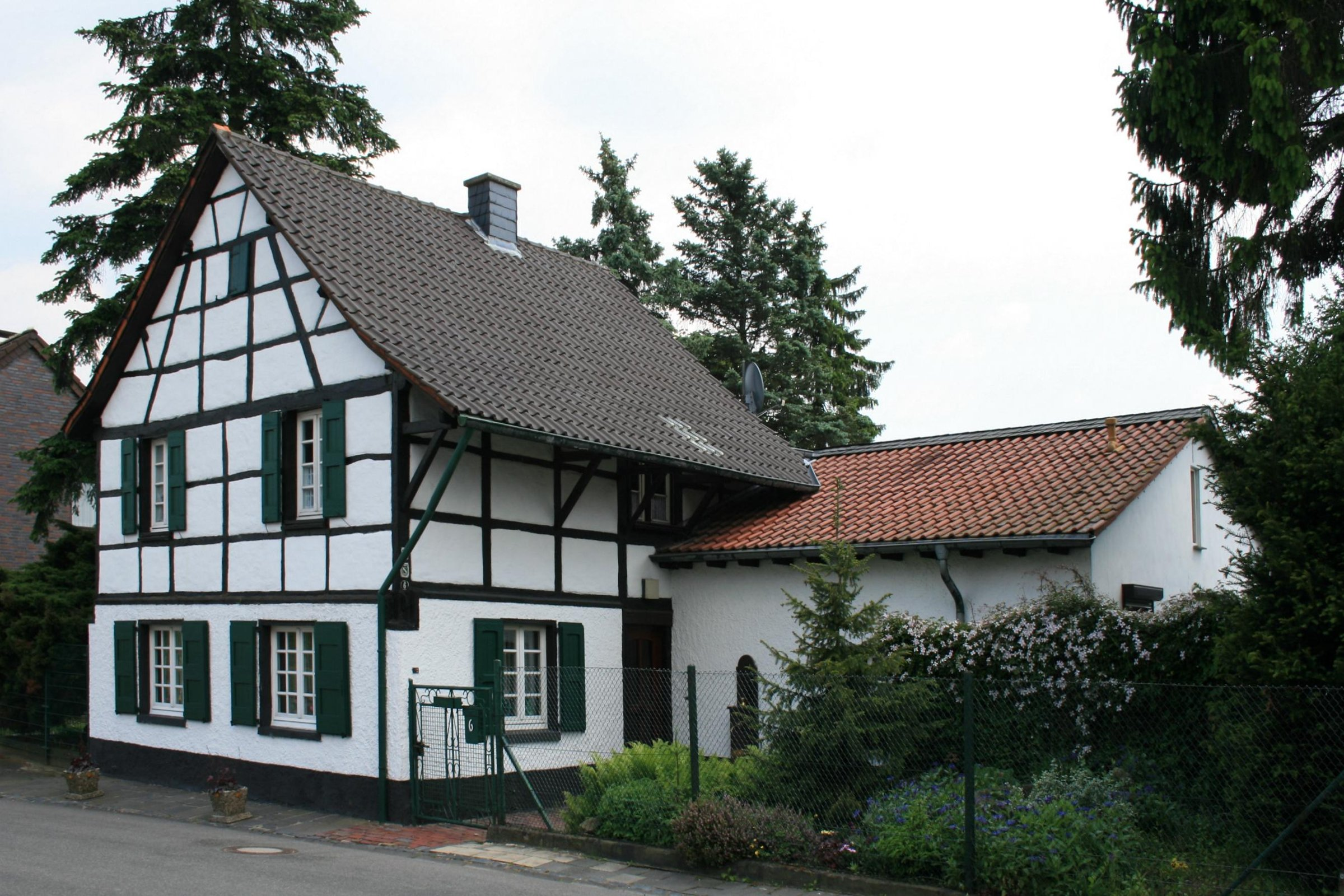
Fachwerkhaus (2011)

Das Fachwerkhaus Högden 6 steht im Stadtteil Giesenkirchen-Högden in Mönchengladbach (Nordrhein-Westfalen).
Das Gebäude wurde Anfang des 20. Jahrhunderts erbaut. Es wurde unter Nr. H 016 am 4. Dezember 1984 in die Denkmalliste der Stadt Mönchengladbach eingetragen.

## Architektur
Das Objekt Nr. 6 ist ein zweigeschossiges giebelständiges Fachwerkhaus mit einem Satteldach. Das Erdgeschoss ist bereits in massiver Bauweise ausgeführt, offenbar infolge einer Zerstörung und Reparatur im Bereich des Fachwerksockels. Es bestehen insgesamt sieben Gefache.